# Alka Saraogi

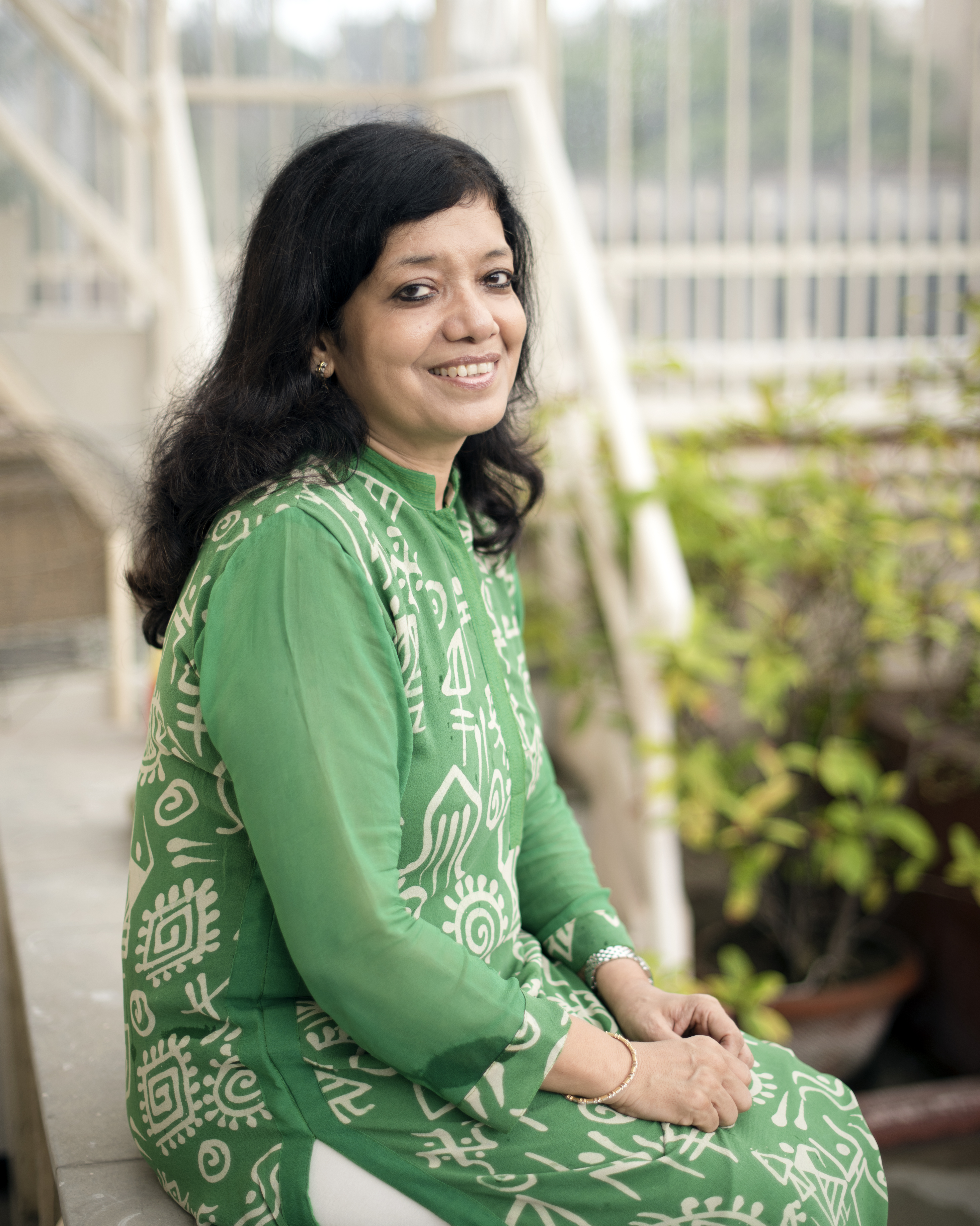
Alka Saraogi (Kalkutta)

Alka Saraogi, geb. Kejriwal (Hindi: अलका सरावगी; * 17. November 1960 in Kalkutta), ist eine indische Schriftstellerin von Romanen und Kurzgeschichten in der Sprache Hindi. 2001 erhielt sie für ihren Roman Kalikatha: Via Bypass den Sahitya Akademi Award.

## Leben
Acht Jahre nach ihrer Heirat, aus der zwei Kinder hervorgingen, nahm Saraogi ein Studium an der University of Calcutta auf. Dort erlangte sie den Master of Philosophy und Ph.D. Sie promovierte in Hindi-Literatur mit einer Dissertation über den Dichter Raghuvir Sahay. Zunächst veröffentlichte sie Zeitungsartikel über Gesundheits- und Frauenfragen, bevor sie sich der Prosa zuwandte.
Saraogi stammt aus einer Marwari-Familie, einem ursprünglich in Rajasthan beheimateten Volk von Händlern, das später zum Teil nach Kalkutta auswanderte. Die Geschichte der Marwari und Probleme bei ihrer Migration gehören zu den von ihr literarisch aufgegriffenen Themen. 1991 erschien ihre erste Geschichte Āp kī haṁsī (Ihr Gelächter), die ihren Titel einem Gedicht von Raghuvir Sahay verdankt. 1996 veröffentlichte sie ihre erste Kurzgeschichtensammlung Kahānī kī talāś meṁ („Auf der Suche nach einer Geschichte“). Ihr erster Roman Kalikatha: Via Bypass (Umweg nach Kalkutta) kam 1998 heraus, war sehr erfolgreich und wurde als postkolonialer Text sowohl von Wissenschaftlern als auch Kritikern positiv aufgenommen. Für diesen Roman wurde sie unter anderem 2001 mit dem Sahitya Akademi Award in der Sprache Hindi ausgezeichnet.
2006 war Indien Gastland der Frankfurter Buchmesse. Alka Saraogi gehörte zu den Schriftstellerinnen, die nach Deutschland eingeladen wurden.
Saraogi schrieb sechs weitere Romane, die in eine Reihe europäischer und indischer Sprachen übersetzt wurden. Für ihre Leistungen als Schriftstellerin erhielt sie 2023 den Fakir Mohan National Literary Award der Fakir Mohan University.

## Sprache und Kultur
Obwohl Marwaris und Bengalis seit vielen Generationen in Kalkutta zusammenleben, haben sie ein weitgehend getrenntes Leben geführt. In der bengalischen Literatur und Kunst erscheint der Marwari typischerweise als Stereotyp, als ein reaktionärer Geldmacher. Saraogi schreibt in Hindi, obwohl sie weder übermäßig sanskritisiert noch von der populären Hindi-Filmindustrie beeinflusst ist. Obwohl sie in ihren Romanen häufig bengalische Ausdrücke verwendet, insbesondere in der Sprache bengalischer Figuren, bleibt auch in ihrem Werk der Bruch zwischen der Hindi- und der bengalisch-sprachigen Gemeinschaft unüberbrückbar.

## Literarische Werke
- Kahani ki talas mem. Panchkula: Aadhar. 1996. Erzählungen.
- Kalikatha: Via Bypass. Adhar. 1998. Roman.
- Shesh Kadambari. New Delhi: Rajkamal. 2001. Roman.
- Doosri Kahani. New Delhi: Rajkamal. 2000. Roman.
- Koi bat nahin. New Delhi: Rajkamal. 2004. Roman.
- Ek break ke bad. New Delhi: Rajkamal. 2008. Roman.
- Jankidas Tejpal mansion. New Delhi: Rajkamal. 2015. Roman.
- Ek saxchi jhuthi gatha. New Delhi: Rajkamal. 2018. Roman.
- Kulbhushan ka naam darj kijie. New Delhi: Vani Prakashan. 2020. Roman.
- Gandhi aur Sarladevi Chaudhranit Barah adhyay. Vani Prakashan. 2023. Roman.

## Übersetzungen ins Deutsche
- Umweg nach Kalkutta. Roman. Insel-Verlag, Frankfurt am Main, Leipzig 2006, ISBN 3-458-17313-7 (Hindi: कलिकथा वाया बाइपास. Übersetzt von Margot Gatzlaff-Hälsig).
- Tod eines Baumes. Erzählung. 2006. Übersetzt von Monika Horstmann, in Ulrike Stark (Hg.) Mauern und Fenster: Neue Erzählungen aus Indien. Draupadi Verlag, S. 71–82, ISBN 978-3-937603-10-0.
- Entwurzelt. Roman. Draupadi Verlag, Heidelberg 2024, ISBN 978-3-945191-85-9 (Hindi: कुलभूषण का नाम दर्ज कीजिए. Übersetzt von Almuth Degener).